# Championnat de Mayotte de football
Le Championnat de Mayotte de football ou plus simplement Régional 1 est une compétition de football organisé à Mayotte qui a été créé en 1990 ainsi que le premier échelon local. Cette compétition est organisée par la Ligue mahoraise de football et, bien que les clubs qui la compose sont affiliés à la Fédération française de football, il n'y a pas de promotion vers les championnats nationaux français.
L'AS Rosador est le club le plus couronné avec onze titres de champion de Mayotte et aussi le club qui a remporté le plus de titres consécutifs (six entre 1990 et 1995). Le FC Mtsapéré est tenant du titre après son succès lors de la saison 2022.

## Histoire
En août 2016, la "division d'honneur" est rebaptisé avec l'accord de la FFF en "Régionale 1" tandis que la "promotion d'honneur territoriale" devient la "Régionale 2" et la "promotion d'honneur" la "Régionale 3".

## Déroulement
Le championnat se passe sur une année civile, 12 équipes s'affrontent 2 fois sur des matchs aller-retour. Le système des points est comme en métropole à savoir que l'équipe qui gagne remporte 3 points, le nul donne 1 point et la défaite 0 point. L'équipe ayant marqué le plus de points est sacrée championne de Régional 1 de Mayotte alors que les deux derniers sont relégués en Régional 2 (DHT).

## Palmarès et statistiques
Depuis le premier championnat de Mayotte en 1990 jusqu'à la saison 2017, 28 titres ont été mis en jeu. Sur les 7 clubs qui sont parvenus à remporter le championnat, les plus titrés sont l'AS Rosador et le FC Mtsapéré avec respectivement onze et neuf titres. L’AS Sada et le FC Kani-Bé complètent le podium avec trois et deux titres respectivement.
| Édition | Saison | Champion                           | Pts | Dauphin     | Pts | Troisième           | Pts |
| ------- | ------ | ---------------------------------- | --- | ----------- | --- | ------------------- | --- |
| 1re     | 1990   | AS Rosador (1)                     |     |             |     |                     |     |
| 2e      | 1991   | AS Rosador (2)                     |     |             |     |                     |     |
| 3e      | 1992   | AS Rosador (3)                     |     |             |     |                     |     |
| 4e      | 1993   | AS Rosador (4)                     |     |             |     |                     |     |
| 5e      | 1994   | AS Rosador (5)                     |     |             |     |                     |     |
| 6e      | 1995   | AS Rosador (6)                     |     |             |     |                     |     |
| 7e      | 1996   | AS Sada (1)                        |     |             |     |                     |     |
| 8e      | 1997   | AS Rosador (7)                     |     |             |     |                     |     |
| 9e      | 1998   | AS Sada (2)                        |     |             |     |                     |     |
| 10e     | 1999   | AS Rosador (8)                     |     |             |     |                     |     |
| 11e     | 2000   | AS Rosador (9)                     |     |             |     |                     |     |
| 12e     | 2001   | AS Rosador (10)                    |     |             |     |                     |     |
| 13e     | 2002   | FC Kani-Bé (1)                     |     |             |     |                     |     |
| 14e     | 2003   | FC Kani-Bé (2)                     |     |             |     |                     |     |
| 15e     | 2004   | AS Sada (3)                        |     |             |     |                     |     |
| 16e     | 2005   | FC Mtsapéré (1)                    |     |             |     |                     |     |
| 17e     | 2006   | FC Mtsapéré (2)                    |     |             |     |                     |     |
| 18e     | 2007   | FC Mtsapéré (3)                    |     |             |     |                     |     |
| 19e     | 2008   | FC Mtsapéré (4)                    |     |             |     |                     |     |
| 20e     | 2009   | AS Rosador (11)                    | 71  | AS Sada     | 64  | Foudre 2000         | 57  |
| 21e     | 2010   | FC Mtsapéré (5)                    |     |             |     |                     |     |
| 22e     | 2011   | Abeilles M'tsamboro (1)            | 43  | FC Mtsapéré | 40  | AS Rosador          | 37  |
| 23e     | 2012   | FC Majicavo (1)                    | 51  | FC Mtsapéré | 40  | FCO Tsingoni        | 35  |
| 24e     | 2013   | FC Mtsapéré (6)                    | 62  | UCS Sada    | 59  | Enfants de Mayotte  | 55  |
| 25e     | 2014   | FC Mtsapéré (7)                    | 73  | AS Neige    | 62  | FCO Tsingoni        | 61  |
| 26e     | 2015   | FC Mtsapéré (8)                    | 66  | Foudre 2000 | 61  | ASJ Handréma        | 59  |
| 27e     | 2016   | Foudre 2000 (1)                    | 71  | FC Mtsapéré | 65  | Abeilles M'tsamboro | 59  |
| 28e     | 2017   | FC Mtsapéré (9)                    | 73  | AS Jumeaux  | 68  | AS Sada             | 65  |
| 29e     | 2018   | FC Mtsapéré (10)                   | 47  | Tchanga SC  | 39  | Foudre 2000         | 39  |
| 30e     | 2019   | FC Mtsapéré (11)                   | 40  | AS Jumeaux  | 39  | AS Rosador          | 36  |
| 31e     | 2020   |                                    |     |             |     |                     |     |
| 32e     | 2021   | Association des jeunes de Mzouazia |     |             |     |                     |     |

| Rang | Clubs               | 2020-2021  | Titre(s) | Année(s)                                                         |
| ---- | ------------------- | ---------- | -------- | ---------------------------------------------------------------- |
| 1    | AS Rosador          | Régional 1 | 11       | 1990, 1991, 1992, 1993, 1994, 1995, 1997, 1999, 2000, 2001, 2009 |
| 2    | FC Mtsapéré         | Régional 1 | 11       | 2005, 2006, 2007, 2008, 2010, 2013, 2014, 2015, 2017, 2018, 2019 |
| 3    | AS Sada             | Régional 1 | 3        | 1996, 1998, 2004                                                 |
| 4    | FC Kani-Bé          | Régional 2 | 2        | 2002, 2003                                                       |
| 5    | Abeilles M'tsamboro | Régional 1 | 1        | 2011                                                             |
| 6    | FC Majicavo         | Régional 1 | 1        | 2012                                                             |
| 7    | Foudre 2000         | Régional 1 | 1        | 2016                                                             |

## Organisation

### Format de la compétition
| \| FC Mtsapéré Tchanga SC Foudre 2000 Abeilles M'tsamboro AS Rosador FC Majicavo ASC Kawéni Étincelles Hamjago AS Jumeaux Miracle du Sud Diables noirs de Combani FC de Sohoa UCS Sada AS Sada \| Localisation des clubs engagés dans le championnat. |
| FC Mtsapéré Tchanga SC Foudre 2000 Abeilles M'tsamboro AS Rosador FC Majicavo ASC Kawéni Étincelles Hamjago AS Jumeaux Miracle du Sud Diables noirs de Combani FC de Sohoa UCS Sada AS Sada                                                           |

Le championnat oppose treize clubs en une série de vingt-six rencontres jouées durant la saison de football.
À la fin de la saison, l'équipe terminant en tête du classement est sacrée championne de Mayotte, alors que les trois dernières sont reléguées en deuxième division.
Les dix premiers du championnat de Mayotte 2017 et les deux premiers du Championnat de Mayotte de football 2017 (appelés les promus) participent à la saison 2018.